# 로랑스 페라리
로랑스 페라리(Laurence Ferrari, 1966년 7월 5일 ~ )는 프랑스의 언론인, 사회자이다.